# Эвдам (сатрап Парфии)
Эвдам — македонский правитель Парфии в IV веке до н. э.

## Биография
Эвдам, брат Пифона, по предположению В. Хеккеля, мог сам быть сыном Кратева. По замечанию Смирнова С. В., этот периферийный аристократический род, по всей видимости, не играл какой-либо заметной роли в македонской политике.
Возможно, Эвдам был участником восточного похода Александра Македонского, но древние историки не упоминают его имени при описании событий того периода.
После того, как Пифон в 318 году до н. э., стремясь установить контроль над всеми верхними сатрапиями, захватил Парфию и казнил её властителя Филиппа, страна была отдана под начало Эвдама. Но вскоре, опасаясь повторения участи Филиппа, правители соседних сатрапий объединились и разгромили сторонников Пифона.
О дальнейшей судьбе Эвдама исторические источники не сообщают. По мнению Смирнова С. В., Эвдам, скорее всего, был убит в сражении с противниками своего брата.